# Кисельов Олексій Іванович
Олексій Іванович Кисельов (рос. Алексей Иванович Киселёв; нар. 17 березня 1938, с. Лук'янівка Рязанської області — пом. 19 червня 2005, Москва) — російський радянський боксер, дворазовий срібний призер Олімпійських ігор, Заслужений майстер спорту СРСР (1964), Заслужений тренер СРСР (1979), кандидат технічних наук, професор.

## Біографія
Народився 17 березня 1938 року в селі Лук'янівка Рязанської області. Боксом почав займатися в 1954 році. Виступав за ЦСКА (Москва). У збірній СРСР — з 1957 року. Провів 250 поєдинків, з яких виграв у 225.
Після завершення виступів на ринзі, перейшов на тренерську роботу. Тренер збірної СРСР — 1969–1970, 1976–1980 рр.., в тому числі на Олімпійських іграх (1976, 1980). У 1990 році возглавяв Лігу професійних боксерів. З 1993 року — Президент Російського студентського спортивного союзу (РССС). Член виконкому Всесвітньої федерації студентського спорту (FISU). З 1976 року — завідувач кафедрою фізичного виховання МДТУ імені Н. Е. Баумана, де змінив іншого боксера, олімпійського чемпіона Валерія Попенченка, який трагічно загинув у 1975 р. Згодом декан фізкультурно-оздоровчого факультету цього ж ВНЗ.
Автор книги «Незабутні раунди. Бокс на Олімпіадах» (1979, співавтор), а також низки наукових і методичних робіт.
Помер 19 червня 2005 року в Москві. Похований на Донському кладовищі в Москві.

## Спортивна кар'єра
Чемпіон СРСР (1964, 1966).
Срібний призер чемпіонату Європи (1967).
На Олімпійських іграх 1964 року в Токіо, Кисельов завоював срібну медаль в напівважкій вазі, здолавши у півфіналі чотириразового чемпіона Європи, поляка Збігнева Петшиковського, але програвши у фіналі італійцю Козімо Пінто рішенням суддів. На Олімпійських іграх 1968 року в Мехіко він здобув свою другу срібну нагороду в середній вазі, поступившись першістю британцю Крісу Фіннегану.